# エリカ・エレニアック
エリカ・エレニアック（Erika Eleniak, 1969年9月29日 - ）は、アメリカ合衆国カリフォルニア州グレンデール生まれの女優、プレイメイト。

## 来歴
少女時代からローカルTVや舞台の出演経験を重ねる。端役ではあるものの、『E.T.』にて大抜擢され、一躍注目を浴びる。
1989年からはTVシリーズ『ベイウォッチ』にて、2年間に渡って出演。この頃に『プレイボーイ』誌のプレイメイトにもなっている。
1992年の『沈黙の戦艦』では、巨大なケーキの中からトップレスで現れ、セクシーなダンスを披露するダンサー役を演じる。
『沈黙の戦艦』以降は1994年の『逃げる天使』にて、キュートな女囚役を演じるなど、スタンダードな配役に恵まれた。なお、1998年に結婚したが、離婚している。

## 作品リスト
- E.T. E.T. the Extra-Terrestrial  (1982)
- ブロブ/宇宙からの不明物体 The Blob (1988)
- サイキック・バンパイア (1989)
- 沈黙の戦艦 Under Siege (1992)
- ビバリー・ヒルビリーズ/じゃじゃ馬億万長者 (1993)
- 逃げる天使　Chasers (1994)
- 恋する放火犯"パイロマニア" (1995)
- ボーデロ・オブ・ブラッド 血まみれの売春宿  (1995)
- パズル (1998)
- ドラスティック・プロジェクト (1998)
- パンドラ・プロジェクト (1998)
- アトランティック・プロジェクト (1999)
- ステルスファイター (1999)
- ボクシング・ベイビー (2000)
- E.T. 20周年アニバーサリー特別版 (2002)
- シェイクダウン (2002)
- ブロンドジャンクション (2003)
- ヴァン・ヘルシングVSスペースドラキュラ (2004)